# جون فرنسيس يونغ
جون فرنسيس يونغ هو جندي كندي، ولد في 14 يناير 1893 في Kidderminster ‏ في المملكة المتحدة، وتوفي في 7 نوفمبر 1929 في سانت أغاث دس مونتس في كندا بسبب سل.